# سفارت آلمان در لندن
سفارت آلمان در لندن (به انگلیسی: Embassy of Germany) یک منطقهٔ مسکونی و نمایندگی سیاسی این کشور در بریتانیا است که در بلگریویا واقع شده‌است.